# さいたま市立大宮東中学校
さいたま市立大宮東中学校（さいたましりつ おおみやひがしちゅうがっこう）は、埼玉県さいたま市大宮区堀の内町一丁目にある公立中学校。

## 沿革
- 1947年（昭和22年） - 新制大宮市立第一中学校創設。
- 1949年（昭和24年） - 大宮市立南中学校（現・さいたま市立大宮南中学校）を分離。大宮市立東中学校と改称。
- 1951年（昭和26年） - 10月13日に新校舎落成式・開校記念日とする。
- 1953年（昭和28年） - 校旗制定。
- 1954年（昭和29年） - 校歌制定。
- 1960年（昭和35年） - 大宮小学校内に特殊学級設置。
- 1962年（昭和37年） - 鉄筋校舎6教室準備室2教室増築落成式。
- 1963年（昭和38年） - 特殊学級を大宮小学校より移転。
- 1966年（昭和41年） - 体育館兼講堂落成。
- 1971年（昭和46年） - 技術室（鉄筋校舎）落成。
- 1973年（昭和48年） - 正門および玄関前道路舗装工事。
- 1974年（昭和49年） - 鉄筋校舎7教室・図書室・教材室3室落成。
- 1977年（昭和52年） - 玄関前ロータリー完成。
- 1979年（昭和54年） - 新プール完成。
- 1980年（昭和55年） - バックネット・防球ネット完成。
- 1983年（昭和58年） - 創立35周年記念式典。
- 1985年（昭和60年） - 第二東中学校を分離。
- 1987年（昭和62年） - 創立40周年記念式典。
- 1991年（平成3年） - 玄関前ロータリー舗装。
- 1992年（平成4年） - コンピューター室設置。
- 1996年（平成8年） - 創立50周年記念式典・武道場落成。
- 1999年（平成11年） - 新校舎完成。
- 2001年（平成13年） - 浦和市、与野市との合併に伴いさいたま市立大宮東中学校に改称。
- 2005年（平成17年） - 給食室完成・自校給食開始。
- 2006年（平成18年） - 創立60周年記念式典。
- 2022年（令和4年） - この年に着任した校長が元教頭を罵倒するなどして、元教頭は適応障害を発症し休職・退職した。さいたま市教育委員会はパワハラと認定せず、その後にさいたま地方裁判所がパワハラと認定した。2025年1月市教委は、地方公務員法に基づき校長に減給の懲戒処分を下した[1]。